# Vasilij Grossman
Vasilij Semjonovič Grossman (rusky Василий Семёнович Гроссман), vlastním jménem Josif Solomonovič Grossman (12. prosince 1905 Berdyčiv – 14. září 1964 Moskva), byl sovětský spisovatel. Jeho nejvýznamnější díla nemohla být v jeho vlasti mnoho let vydána.

## Život

### Mládí
Narodil se v rodině židovských intelektuálů. Jeho otec byl chemický inženýr, matka učitelka francouzštiny.
Rodiče měli svatbu v roce 1900, ale rozvedli se, když byl ještě dítě; vychovávala ho matka. V letech 1912–1914 žil s matkou ve Švýcarsku. V Kyjevě, do kterého se s matkou vrátil po pobytu ve Švýcarsku, studoval Vasilij Grossman do roku 1919. V době občanské války žil s matkou v Berdyčivu, v rodině matčiny sestry. V letech 1921 až 1923 bydlel se svým otcem v Kyjevě, kde pokračoval ve studiu.

### Studia a počátky literární dráhy
V roce 1929 absolvoval chemickou fakultu na Moskevské státní univerzitě. V lednu 1928 se oženil s Annou Petrovnou Macukovou; manželé ale po nějakou dobu žili odděleně – on v Moskvě, ona v Kyjevě.
Tři roky pracoval jako chemický inženýr v Donbasu. V roce 1933 se přestěhoval s manželkou do Moskvy, kde žil v rodině matčiny starší sestry. V Moskvě získal zaměstnání jako chemik v tužkárně.
Publikovat začal časopisecky koncem 20. let. Úspěšným spisovatelem se stal roku 1934, kdy zveřejnil práce Glukauf (Глюкауф), příběh ze života horníků a Ve městě Berdyčiv (В городе Бердичеве); to posílilo jeho ambice stát se profesionálním spisovatelem.

### Válečný dopisovatel

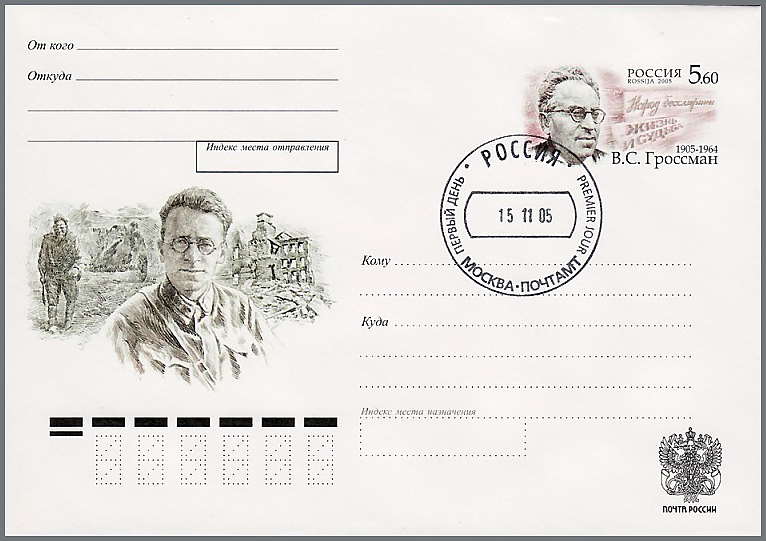
Vasilij Grossman (FDC, 2005, Rusko)

Po napadení Sovětského svazu Německem, v létě 1941, byl Vasilij Grossman mobilizován. Od srpna 1941 do srpna 1945 byl zvláštním válečným dopisovatelem deníku Krasnaja zvezda (Красная звезда).
Během německé okupace města Berdyčiv byla Grossmanova matka přesunuta do ghetta a 15. září 1941 zastřelena. Až do konce života psal spisovatel dopisy mrtvé matce. Její příběh též zobrazil v románu Život a osud. Spisovatelova jediná dcera Kateřina (Екатерина), která též žila v Berdyčivě, byla na začátku války převezena do pionýrského tábora a později s matkou (rozvedenou od roku 1930) a nevlastním otcem evakuována do Taškentu.
Během bitvy o Stalingrad byl Vasilij Grossman ve Stalingradu po celou dobu pouličních bojů a v roce 1943 byl povýšen na podplukovníka. Patřil též mezi první žurnalisty, kteří vstoupili do koncentračních táborů Majdanek a Treblinka. Jeho válečná díla vycházela již v jejím průběhu.

### Po válce (dílo Život a osud)
Od roku 1946 do roku 1959 se Grossman věnoval práci na dvoudílném románu Za spravedlivou věc (За правое дело, česky vyšlo poprvé 1959 pod názvem Za Volhou není země) a Život a osud (Жизнь и судьба). Román Za spravedlivou věc, který vyšel v roce 1952, kritizoval Alexandr Fadějev jako ideologicky škodlivý. Až v roce 1954 připustil, že jeho kritika byla nespravedlivá.
V únoru 1961 byly zkonfiskovány rukopisné kopie románu Život a osud, včetně té, která byla připravena v nakladatelství k vydání. Nepomohl ani Grossmanův osobní dopis Chruščovovi. Jedna kopie románu se zachovala u básníka Semjona Lipkina a na Západ byla převezena pomocí A. D. Sacharova, B. Okudžavy a V. N. Vojnoviče v roce 1970. Román byl poprvé v ruštině vydán v roce 1980 ve Švýcarsku. Názvem a strukturou připomíná Tolstého Vojnu a mír. V Sovětském svazu došlo k vydání upravené verze až v roce 1988. Spolu s konfiskací rukopisu Život a osud byl zabaven i rukopis románu Panta rei (rusky Всё течёт…). Vasilij Grossman vytvořil v roce 1963 druhou variantu, která vyšla v zahraničí v roce 1970, v SSSR až v roce 1989.
Po konfiskaci rukopisů bylo Vasiliji Grossmanovi téměř znemožněno publikovat. Zemřel po neúspěšných operacích na rakovinu ledvin. Byl pohřben v Moskvě.

### Rodina (manželství)
Vasilij Grossmann byl třikrát ženat:
- (1928–1933) – S první ženou Annou Petrovnou Macukovou studoval v Kyjevě a měl s ní dceru Kateřinu Korotkov-Grossmanovou (* 1930), překladatelku z angličtiny
- (1935–1955, 1958–1964) – Olga Guberová (rozená Sočevecová, 1906–1988), v prvním manželství provdaná za spisovatele Borise Gubera
- (1955-1958, civilní sňatek) – Jekatěrina Zabolotskaja (rozená Klykova, 1906–1997), jejím prvním mužem byl básník a překladatel Nikolaj Zabolotskij

## Dílo
Jeho dílo se převážně zabývalo druhou světovou válkou, a to z jiného pohledu, než který byl v tehdejším Sovětském svazu považován za oficiální. Zajímal se i o cenu vítězství, která někdy byla příliš vysoká.

### Česká vydání (pouze první vydání)
- Lid je nesmrtelný (román, z ruštiny přeložil Arno Hais, V Praze, Práce, 1946) – rusky Narod bessmerten (Народ бессмертен), 1943
- Stalingrad (přeložila Julie Heřmanová, Praha, Svoboda a Knihovna Rudého práva, 1947) – rusky Stalingrad (Сталинград), 1944
- Štěpán Kolčugin, Díl 1 a 2 (z rus. orig. přel. Křišťan Bém, Praha, Naše vojsko, 1951) – rusky Stěpan Kolčugin (Степан Кольчугин), 1947
- Obrana Stalingradu (přel. Julie Heřmanová, překlad odb. rev. Alexander Trusov, il. Vladimír Brehovszký, úvod k čes. Čeněk Hruška, Praha, SNDK, 1952) – rusky Oborona Stalingrada (Оборона Сталинграда), 1944
- Za Volhou není země[p 3] (román, z rus. orig. přel. Vlasta Zavázalová, il. Václav Bláha, Praha, Naše vojsko, 1959)[p 4] – rusky Za pravoje dělo (За правое дело), 1954
- Cesty a osudy (z rus. originálů vybral a doslov Dobrý člověk Vasilij Grossman naps. Lazar Lazarev, přel. Věra Kružíková, Praha, Naše vojsko, 1970)
- Život a osud (přeložil Milan Horák, verše Jiří Honzík, Praha, Naše vojsko/Lidové nakladatelství, 1993[p 5] – rusky Žizň i suďba (Жизнь и судьба), Lausanne 1980
- Panta rhei (přeložila Věra Kružíková, Praha, Mladá fronta, 1999) – rusky Vsjo těčot... (Всё течёт…), Frankfurt n. M. 1970
- Spisovatel ve válce, Vasilij Grossman s Rudou armádou 1941-1945 (k vydání připravili Antony Beevor a Luba Vinogradova, z anglického originálu přeložily Hana Řeháková a Květa Macáková, Praha, Beta-Dobrovský; Plzeň, Ševčík, 2007) – materiály z doby války z Grossmanovy pozůstalosti, zpracované historikem Antonym Beevorem

Některá díla v češtině nevyšla, např. prvotina Glukauf (Глюкауф) z roku 1934.

### Filmografie
- Na námět povídky Ve městě Berdyčiv byl v roce 1967 natočen film Komisařka (Комиссар). Film nemohl být promítán a byl definitivně dokončen až koncem 80. let 20. století. Na festivalu v Berlíně 1988 získal Stříbrného medvěda.[1]